# Oía
Oía (Ia) är en ort i Grekland.   Den ligger i prefekturen Kykladerna och regionen Sydegeiska öarna, i den sydöstra delen av landet, 220 km sydost om huvudstaden Aten. Oía ligger 121 meter över havet och antalet invånare är 1 230. Den ligger på ön Santorini.
Terrängen runt Oía är kuperad åt sydost. Runt Oía är det ganska tätbefolkat, med 166 invånare per kvadratkilometer. Närmaste större samhälle är Firá, 6,6 km sydost om Oía. 